# Triphleba intermedia
Triphleba intermedia är en tvåvingeart som först beskrevs av Malloch 1908.  Triphleba intermedia ingår i släktet Triphleba och familjen puckelflugor. Arten är reproducerande i Sverige. Inga underarter finns listade i Catalogue of Life.